# Охорона природи на Україні, 1919 (книжка)
«Охорона природи на Україні» — книжка українського орнітолога Георгія Бризгаліна. Видана 1919 року Полтавським природничо-історичним музеєм. В 1940-х книгу заборонили видавати читачам бібліотек. Перевидана у 2019, як частина «Антології українських видань, присвячених охороні природи початку ХХ століття».

## Бібліографічне посилання
Бризгалін Г. А. Охорона пам'яток природи на Україні. Полтава, 1919 р.

## Зміст
1. Зміна природи України під впливом діяльності людини
2. Ідея охорони памяток природи
3. Загальне значіння памяток природи і заповідників
4. Що треба взяти під охорону на Вкраїні
5. Додаток: Коротенький перелік памяток природи правобережної України

## Історія
Книга знавця світової охорони природи, орнітолога Георгія Бризгаліна «Охорона пам'яток природи на Україні» видана 1919 року Полтавським краєзнавчим музеєм ім. Короленка.
Книга містить огляд природних ділянок, що їх необхідно заповідати у Харківській, Полтавській, Таврійській та Катеринославській губерніях. На свій час, видання узагальнило найбільшу кількість пропозицій щодо пам'яток природи, що потребують охорони в усіх губерніях крім Чернігівської. В тому числі щодо Київської губернії відомості підготовлені М.Шарлеманем та включені у книгу окремим додатком.
Також книга наголошує на патріотичних аргументах щодо потреби охорони природи та створення заповідників і національних парків. Тут знаходимо цитати М.Гоголя, А.Толстого, численні відсилки до історико-патріотичних почуттів. У 1940-х роках Головліт заборонив видавати в бібліотеках чимало книжок природоохороної тематики. Серед перших у цих чорних списках була і ця книга.
Більша частина накладу книги була знищенна. Сьогодні вона є однією з найбільших бібліографічни рідкостей серед природничої літератури в Україні. Достовірно відомо лише наявність примірників у архіві Полтавського краєзнавчого музею та у Книжковій палаті України.

## Найважливіші цитати
| Національні парки повинні бути близькі кожному громадянину, тому що вони торкаються широких національних інтересів, оберігаючи пам’ятки його національної історії, роблячи останню більш живою, яскравою, дотиковою. |
| Чорноземні степи, свідки колишніх часів Козаччини і Запорізької Січі, вже не переходять через наш кордон на захід. Зберегти такі участки за для науки й инших цілей на вікі-вічні – це наш обов’язок |
| Проминуло тільки де-кілька років і перемагаючий рух хліборобів перетворив наші чудові степи в одноманітні, немов пустеля, лани. |